# Wasserkraftwerk Zeballos
Das Wasserkraftwerk Zeballos befindet sich 9 km nordöstlich der Ortschaft Zeballos im Nordwesten der zur kanadischen Provinz British Columbia gehörenden Insel Vancouver Island.
Das Kraftwerk ist seit 2009 in Betrieb. Betreiber und Eigentümer der Anlage ist Zeballos Hydro Limited Partnership (ZLHLP). Kruger Energy listet die Anlage in seinem Portfolio auf. Das Kraftwerk fungiert als Laufwasserkraftwerk. Das Wasser des etwa 340 m hoch gelegenen Zeballos Lake (⊙) wird über einen Stollen und eine Druckleitung den beiden Kraftwerkshäusern zugeleitet. Der natürliche Abfluss des Sees, der Maraude Creek, wurde unterhalb des Sees blockiert.
Das Main Powerhouse (⊙) ist mit zwei horizontalen Francis-Turbinen (Durchmesser: 770 mm) ausgestattet. Die Fallhöhe liegt bei 222,4 m. Die Ausbauwassermenge liegt bei den beiden Turbinen bei jeweils 5 m³/s. Die Turbinen des Main Powerhouse dienen der Regulierung des Wasserspiegels des Zeballos Lake. Unterhalb des Kraftwerkshauses führt ein 450 m langer Ableitungskanal zum Unterlauf des Maraude Creek, 600 m oberhalb dessen Einmündung in den Nomash River, einen linken Nebenfluss des Zeballos River. Die beiden zugehörigen Generatoren liefern 10.000 kW bei einer Drehzahl von 720/min.
Das Fish Flow Powerhouse (⊙) besitzt eine horizontale Francis-Turbine (Durchmesser: 540 mm). Die Fallhöhe beträgt 172,4 m. Die Ausbauwassermenge der Turbine beträgt 1,88 m³/s. Das Kraftwerkshaus liegt 1,87 km oberhalb der Mündung des Maraude Creek. Die Turbine läuft planmäßig im Dauerbetrieb und soll gewährleisten, dass im Flusslauf des Maraude Creek unterhalb des Kraftwerkshauses ausreichend Wasser vorhanden ist. Der Generator der Anlage liefert 3400 kW bei 900/min.
Die Gesamtleistung der Anlage liegt bei 21.850 kW. Die durchschnittliche Jahresenergieproduktion beträgt 92,62 GWh. Die Anlage ist über eine 18,6 km lange Stromleitung an das Stromnetz von BC Hydro angeschlossen.